# Vespadelus finlaysoni
Vespadelus finlaysoni är en fladdermus i familjen läderlappar som förekommer i Australien. Ibland infogas populationen som synonym i Vespadelus pumilus men Mammal Species of the World och IUCN godkänner den som art. Arten är uppkallad efter zoologen Hedley Finlayson som forskade om australiska däggdjur.

## Utseende
Vespadelus finlaysoni har mörkbrun till rödbrun päls. På buken är pälsen lite ljusare. Öronen och flygmembranen är nakna med en mörk färg. Arten når en kroppslängd (huvud och bål) av 34 till 46 mm, en svanslängd av 31 till 42 mm och en vikt mellan 3 och 7 g. Underarmarna blir 30 till 37 mm långa. Arten skiljer sig från andra släktmedlemmar genom avvikande detaljer av körtlarnas och hannens penis konstruktion.

## Utbredning och habitat
Artens utbredningsområde sträcker sig över Australiens centrala, norra och nordvästra delar. Den kan anpassa sig till flera olika habitat som öknar eller fuktiga skogar.

## Ekologi
Denna fladdermus föredrar klippiga områden med viloplatser som grottor, bergssprickor och överhängande klippor. Ibland används övergivna gruvor som sovplats. Antagligen har honor två kullar per år med en eller två ungar. Vespadelus finlaysoni bildar kolonier med upp till 500 medlemmar. Arten jagar mindre flygande insekter som myggor, nattfjärilar och flygande myror. Hos den koloni som är bäst känd separerar honor inte från hannarna före ungarnas födelse.
Ibland förekommer blandade kolonier med gravfladdermöss (Taphozous) eller med Macroderma gigas. Den sistnämnda fladdermusen är samtidig en naturlig fiende. Vespadelus finlaysoni kan även använda övergivna bon av arielsvalan som viloplats. Fladdermusen dricker under flyget genom att dyka med nosen i vattnet.

## Status
Beståndet är inte hotat och arten listas av IUCN som livskraftig (LC).